# تقیه در میان بابیان و بهائیان
تا سال‌های اول ولایت امر شوقی افندی که او در شماری از نوشته‌های آغاز شده از ۱۹۲۷ پنهان کردن ایمان را ممنوع کرد، این کار در بین بابیان و بهائیان شیوع داشت.
باب در موارد متفاوت از این رسم دیرپا در میان پیروانش دفاع کرده بود. بهاءالله نیز به دلیل آزار پیروانش در شماری از مکتوبات خود از پنهان کردن ایمان حمایت کرده بود. در لوحی ساخته شده پس از اعدام بدیع، پیامرسان او به ناصرالدین شاه، بهاءالله به امر تقیهٔ نازل امر کرد و به پیروانش توصیه کرد از اقرار به ایمان خود خودداری کنند (امر به عدم اقرار صادر) تا خود را حفظ و از خود محافظت کنند. به جز تقیه، الفاظ ستر، حجاب و حکمت نیز در این چارچوب به عنوان مترادف پنهان سازی ایمان به کار می‌رود. فرمان تقیه پیشه کردن در لوح دیگری در پاسخ به سؤالی از سوی بهاییان مازندران نیز مورد تأیید قرار گرفته‌است. همچون لوح یادشده، بهاءالله سنت امام جعفر صادق که گزارش شده گفته بود: «تقیه دین من و دین پیشینیان من است» و پیروانش را اصرار می‌کرد تا آیین خود را پنهان کنند (حکم ستر نازل) را مجدداً ذکر می‌کند.
به نظر می‌رسد اولین علامت ممنوعیت پنهان کردن ایمان در نامه‌ای از شوقی افندی به محفل روحانی ملی بهاییان ایران به تاریخ ۹ نوامبر ۱۹۲۷ باشد. شوقی افندی در آن تلگرام اخیری از خود به همان محفل را ذکر می‌کند که به همه بهاییان متقاضی شناسنامه‌ها و گذرنامه‌ها اصرار می‌کنند دیگر کتمان نکنند، بلکه آشکارا و شجاعانه بدون ترس و نگرانی به ایمان خود اعتراف کنند. در نامهٔ دیگری در ۲۳ آوریل ۱۹۳۴، او شرح می‌دهد که با این که حکمت و تقیه تضمین کنندهٔ ایمنی بهاییان تحت آزار شرق بوده و تنها شیوه برای حفظ و محافظت از دینشان بوده‌است دیگر باید منشأ شرم و عار تلقی شده و دیگر به آن عمل نشود. امروزه کتمان عقیده منافی تعالیم آیین بهایی پنداشته می‌شود و انجام آن برای بهاییان شدیداً ممنوع است.